# FC Aşgabat
Der Ashgabat Futbol Kluby (russisch ФК «Ашхабад») ist ein 2006 gegründeter Fußballverein aus Aşgabat, der Hauptstadt Turkmenistans. Er spielt aktuell in der höchsten Liga des Landes, der Ýokary Liga, und ist amtierender Meister. Seine Heimspiele trägt der Verein im Dagdan Stadion aus. Im ersten Jahr der Gründung noch Dritter zu Ende der Saison, wurde der Verein 2007 und 2008 Meister. Dies berechtigte zur direkten Teilnahme am AFC President’s Cup. Dabei erreichte man 2008 das Halbfinale und scheiterte dort an Regar TadAZ aus Tadschikistan. Auch bei der erneuten Teilnahme im folgenden Jahr erreichte man das Halbfinale, unterlag aber dem kirgisischen Vertreter Dordoi-Dynamo.

## Erfolge

### National
- Turkmenischer Meister: 2007, 2008[1]

- Turkmenischer Pokalfinalist: 2011, 2016

- Turkmenischer Supercupsieger: 2007

### Kontinental
- AFC President’s Cup

Halbfinale 2008, 2009

## Stadion
Seine Heimspiele trägt der Verein im 6000 Zuschauer fassenden Nusaý Stadium in Aşgabat aus. Das Stadion hat ein Fassungsvermögen von 3000 Personen.

## Trainerchronik
| Trainer              | Nation                  | von            | bis               |
| -------------------- | ----------------------- | -------------- | ----------------- |
| Aleksandr Klimenko   | Turkmenistan            | 1. Januar 2007 | 31. Dezember 2008 |
| Rahim Kurbanmamedov  | Turkmenistan            | 1. Januar 2008 | 30. Juni 2008     |
| Redzhepmurad Agabaev | Turkmenistan Kasachstan | 1. Januar 2009 | 31. Dezember 2009 |
| Amangylyc Gocumow    | Turkmenistan            | 1. Juli 2008   | 30. Juni 2015     |
| Amangylyc Gocumow    | Turkmenistan            | 1. Januar 2016 | 31. Juli 2019     |
| Döwletmyrat Annaýew  | Turkmenistan            | Juli 2020      |                   |